# مركز الأبحاث للتاريخ والفنون والثقافة الإسلامية (إرسيكا)
مركز أبحاث التاريخ والفن والثقافة الإسلامية ((بالتركية: İslâm Tarih, Sanat ve Kültür Araştırma Merkezi)‏; مختصر كـ إرسيكا)، يُعرف أيضًا باسم مركز أبحاث إسطنبول للثقافة والفنون الإسلامية، وهو أول مركز ثقافي وجهاز فرعي لمنظمة التعاون الإسلامي تأسس في عام 1979 بعد أن اقترحت جمهورية تركيا إرسيكا في المؤتمر الإسلامي السابع لوزراء الخارجية (الآن مجلس وزراء الخارجية) وزراء الخارجية)، في إسطنبول، 1976. وقد اعتمدت منظمة المؤتمر الإسلامي الاقتراح بموجب القرار رقم. 3/7-ECS. بدأ العمل الافتتاحي رسميًا في 23 مايو 1982.
يركز مركز الأبحاث للتاريخ والفنون والثقافة الإسلامية على المبادئ الأكاديمية المختلفة المتعلقة بتاريخ البلدان الإسلامية، والفنون والعلوم في الإسلام، والثقافة الإسلامية، والحضارة. وبالمثل، يعمل مركز البحوث للتاريخ والفنون والثقافة الإسلامية التابع لمنظمة التعاون الإسلامي تحت إشراف 57 عضوًا في منظمة المؤتمر الإسلامي وممثلين دائمين عن إرسيكا.

## التاريخ
تم تقديم إرسيكا في الأصل من قبل منظمة التعاون الإسلامي بعد جمهورية تركيا، اقترح عضو في منظمة المؤتمر الإسلامي الفكرة. ومع ذلك، تم إنشاء النظام الأساسي للمركز في وقت لاحق عندما اعتمدت منظمة المؤتمر الإسلامي قرارًا في القمة التاسعة لوزراء الخارجية التي عقدت في داكار عام 1978. 1/6 - أورغ (IS) في القمة السادسة التي عقدت في داكار عام 1991.
بدأ العمل به رسميا عام 1980 عندما عقد وزراء خارجية الدول الأعضاء الـ 57 القمة الحادية عشرة في إسلام أباد. عمل إرسيكا بموجب تفويضه الخاص من 1983 إلى 2000 وبعد ذلك، يعمل كسكرتارية وجهاز تنفيذي للجنة الدولية للحفاظ على التراث الإسلامي (ICPICH)، والتي أصبحت تعمل بكامل طاقتها بعد القمة الثالثة عشر لوزراء الخارجية التي عقدت في نيامي، 1982. تم دمج اللجنة الدولية للحفاظ على التراث الإسلامي (ICPICH) لاحقًا في إرسيكا في يونيو 2000 بعد القمة السابعة والعشرين لوزراء الخارجية التي عقدت في كوالالمبور. تم اتخاذ القرار بعد وقت قصير من وفاة رئيس المجلس الدولي للصحة والسلامة المهنية (ICPICH)، فيصل بن فهد آل سعود في عام 1999. وكان يشغل أيضًا منصب رئيس جمعية رعاية الشباب في المملكة العربية السعودية.[4] بعد الدمج، تم دمج جميع أعمال ICPICH في برامج عمل اريسكا.

## الاسم المختصر
كان مركز أبحاث التاريخ الإسلامي والفن والثقافة- رسيهاك من الصعب جدا أن تنطق وتذكر، اتخذت منظمة المؤتمر الإسلامي قرارا لتغييره إلى إرسيكا مما يعني أنني  –  إسطنبول أو الدولية، ص  –  البحث (ج)  –  مركز، أنا  –  إسلامي (ج)  –  الثقافة، و –  الفنون. نظرا للاستخدام المشترك ونطاقه، كان من المقرر تحديد المنظمة بهذا الاختصار النادر وتم اعتماده كاختصار رسمي للمنظمة من أن يعرف باسم رسيهاك.

## الشعار
لا يشير شعار إرسيكا إلى أهميته أو خلفيته، ولكن تم إنشاؤه بالصدفة في عام 1985 عندما كانت المنظمة تصنع أفلامًا وثائقية عن الخط. في الوقت نفسه، قدمت العمارة التركية المسماة أوزكول إرين شعارًا تم اعتماده لاحقًا من قبل إرسيكا باعتباره التعريف الرسمي لها.

### الشعار
تم تبني الآية رقم 13 من سورة الحجرات السورة التاسعة والأربعين من القرآن شعار المنظمة.
أضاءه الكاتب التركي ريكات كنت، الشعار بخطه حسن جلبي، الخطاط الإسلامي التركي.

## الهيكل التنظيمي
يُعرف الهيكل التنظيمي لإرسيكا بشكل جماعي باسم المجالس والإدارات. وتتكون من الجمعية العامة ومجلس الإدارة والمدير العام الذي يؤدي وظائف مختلفة في إداراته المختلفة.
الجمعية العامة  –  مبادئ توجيهية بشأن أنشطتها. ويحدد مقترحات الميزانية لتقديمها إلى مجلس وزراء الخارجية.
مجلس الإدارة  –  هي هيئة إدارية للمنظمة. وهو يتألف من ممثلين عن تسع دول أعضاء، بما في ذلك ممثل واحد من البلد المضيف تركيا. يتم انتخابهم من قبل الجمعية العامة اللجنة الإسلامية للشؤون الاقتصادية والثقافية والاجتماعية.
الإدارات –  وهو يتألف من أربعة أقسام رئيسية لأغراض مختلفة:
قسم البحوث والمطبوعات
- دراسات في القرآن الكريم
- الحضارة الإسلامية والأمم الإسلامية
- التراث الثقافي والمعماري
- الفنون والحرف الإسلامية

قسم المكتبة والأرشيف
- المكتبة
- الأرشيف

إدارة الشؤون الإدارية والمالية
- المالية
- الأفراد
- الخدمات العامة

قسم تقنية المعلومات
كان أول مدير عام للمنظمة هو دوغان كوبان، الذي عمل أيضًا أستاذاً في جامعة إسطنبول التقنية بينما المدير العام الثاني والحالي هو أكمل الدين إحسان أوغلو. يتكون مجلس الإدارة من أمين عام أو أي ممثل لمنظمة التعاون الإسلامي، ومدير عام، و10 أكاديميين من ذوي الخبرة الكبيرة في الفنون والثقافة. يتم انتخابهم من الدول الأعضاء لمدة 3 سنوات. يتم اعتماد جميع الممثلين، بمن فيهم المدير العام، من قبل المجلس الأعلى لمنظمة المؤتمر الإسلامي. خدم مجلس الإدارة أيضًا في اللجنة الدولية للحفاظ على التراث الثقافي الإسلامي (ICPICH)، ومع ذلك، فقد تم إلغاء تأسيسه في عام 2000 وتم نقل جميع واجباته إلى إرسيكا. تأسست ICPICH في عام 1983.
يتم تعيين المدير العام لإرسيكا من خلال إعلان صادر إلى 57 دولة عضوا. ويتلقى راتبا أساسيا يبلغ 5500 دولار، بما في ذلك بدل آخر بموجب اللوائح الشخصية لمنظمة التعاون الإسلامي.

### مكتبة الفارابي الرقمية
مكتبة إرسيكا الفارابي الرقمية متخصصة في المكتبة الرقمية باستخدام أحدث التقنيات والبرامج مثل التعرف الضوئي على الحروف (التعرف الضوئي على الحروف) التكنولوجيا. استغرق الأمر 5 سنوات لتحديث وصيانة. تم تطوير برنامج المكتبة في عام 2011 وأصبحت تركيا العثمانية قابلة للقراءة بعد إجراء ترقية للبرنامج. مادة النشر في المكتبة يستخدمها باحثون في 75 دولة، بما في ذلك الولايات المتحدة وألمانيا واليونان وإيران وبريطانيا ومصر والسعودية والعراق وفرنسا، بالإضافة إلى تركيا.
يتكون من 85000 كتاب، بما في ذلك أطروحة في 145 لغة. تضم المكتبة 120000 دورية و12250 كتابًا رماديًا و4300 نسخة غير مطبوعة و1700 خريطة و264000 بحث أرشيفية و1650 شريطًا صوتيًا وفيديو و750 قرصًا مضغوطًا وأقراص DVD. كما أنها تتكون من 23500 ورقة شفافة و1150 ميكروفي ونظام إدارة التعلم الميكروفي.
تعتبر واحدة من المكتبات البارزة في تركيا، ويقع في الإقامة الإمبراطورية، قصر إركلد إركزز، إسطنبول.

## الأهداف
تركز المنظمة بشكل موضوعي على إجراء ونشر البحوث المتعلقة بالحضارة الإسلامية، وتنظيم المؤتمرات، بالإضافة إلى إجراء الندوات والمعارض الفنية. كما تجري أبحاثا في مجال التاريخ والفن والثقافة الإسلامية في جميع أنحاء العالم. تطوير التعاون بين الدول الإسلامية هي أيضا واحدة من واجباتها. لها التخصصات الأكاديمية وتركز أيضا على تاريخ العلوم، علم الآثار، العمارة الفنون الجميلة والتقليدية الحرف اليدوية والحفاظ على التنمية الثقافية.
كما تنشر الكتب في إطار أهدافها. وقد أصدرت ما مجموعه 72 كتابا بين 1980 و2000. وبين ذلك الوقت أقامت 160 معرضا فنيا و192 مؤتمرا بالإضافة إلى عقد 40 لقاء دوليا في جميع أنحاء العالم. في نطاق أهدافها، نشرت المنظمة كتبًا عن تاريخ وثقافات الترك وآسيا الوسطى وجنوب آسيا وجنوب شرق آسيا والبلقان والقوقاز وأوروبا الشرقية والمسلمين الأفارقة.
لها كتب عن تاريخ تركيا بعنوان استثناء الدولة العثمانية (أنقرة 1994) والدولة العثمانية وتاريخ الحضارة (الأول والثاني، إسطنبول 1994، 1998). عقدت المنظمة العديد من المؤتمرات في جميع أنحاء العالم والتي تحولت فيما بعد إلى كتب. كما نشرت المنظمة كتاب تاريخ باكستان بعنوان الإسلام في جنوب آسيا، إسلام أباد 1995. وقد عقدت مؤتمرات، تحولت فيما بعد إلى كتب عن دول مختلفة مثل ماليزيا ودول إسلامية أخرى. تاريخ ماليزيا مغطى بكتاب بعنوان الحضارة الإسلامية في عالم الملايو، كوالالمبور 1997، بينما حضارة غرب إفريقيا مغطاة بالحضارة الإسلامية في غرب إفريقيا في داكار عام 1996، الحضارة الإسلامية في القوقاز المنشورة عام 1998 والإسلامية. صدر كتاب «الحضارة في البلقان» عام 2000. ونشر كتاب «العلم والتعليم في العالم العثماني».
وقد كتب مركز الأبحاث ببليوغرافيا لترجمات القرآن الكريم بعدد 65 لغة مختلفة. تمت بين عامي 1515 و1980 ، وتم نشر جميع نسخ المخطوطة في إسطنبول عام 2000. كما تم توزيع الترجمة الصوتية للمخطوطة إلى لغات مختلفة مثل لغة الولوف والهيفسا والتماشق والسونغاي والكانوري ولغات الفولا.
صدر كتاب بعنوان الخط في التراث الثقافي الإسلامي في عام 1992 ثم طُبع لاحقًا باللغات التركية والعربية واليابانية والإنجليزية والماليزية. تم نشر العمارة الإسلامية في البوسنة والهرسك فيما يتعلق بثقافة البوسنة والهرسك في عام 1994، وتم نشر الجسر القديم (ستاري موست) في موستار (إسطنبول 1995)، وستوديج أو بوسني، وهيستوريجسكي بريلوزي إيز عثمانسكو-تورسكوج في عام 1994، بالإضافة إلى ذلك. إلى نشر كتب بعنوان «سكان البوسنة في العهد العثماني» 1994. صدر «نهاية القرن التاسع عشر في البوسنة» عام 1996 بشأن انحلال الإمبراطورية العثمانية في البوسنة.

## المقر والمباني
كان مقر إرسيكا في البداية في فاتح، اسطنبول. خدمت مقرها من عام 1979 حتى يوليو 2017. تم نقل المنظمة إلى قصر إركلد إركزز، إسطنبول. ال رئيس تركيا خصصت خمسة مبان للمنظمة في إسطنبول. كان قصر إركلد أومز آخر قصر في الإمبراطورية العثمانية. المباني الأخرى التي تبرعت بها حكومة تركيا هي؛ جناح ساير، ارشيت قصر يافيران قصر وسيلاهان (مستودع) بناء. تم تخصيص أوشيت قصر في عام 1982 ويافيران قصر في عام 1984. تم إعادة تصميم كل من أوشيت قصر ويافيران قصر أو ترميمه أو إعادة بنائه من قبل المنظمة جمع الأموال مساهمة من الدول والأفراد.
كان مبنى سلحان مكتبته التي تم ترميمها من خلال الأموال الممنوحة من قبل رئيس وزراء دولة الإمارات العربية المتحدة وأمير دبي، محمد بن راشد آل مكتوم. تم افتتاحه رسميا كمكتبة للمنظمة من قبل رئيس تركيا، ثم رئيس وزراء تركيا رجب طيب إردو إركان في 17 مايو 2009.
مجمع باب - Ali علي، تم نقل مقر إرسيكا من قصر إركلد إرجز إلى الفاتح. اعتبارا من يوليو 2017، تخدم منطقة الفاتح مقر المنظمة. كان المبنى سابقا بمثابة مستودع من ال الأرشيف العثماني حتى عام 2014 بعد أن خصص رئيس تركيا المبنى لإرسيكا. يخدم سامية بورت كما المديرية العامة وكذلك قاعة المعرض من إرسيكا. أربعة مبان أخرى تضم قسم البحوث المكتبة والوثائق، وزارة المالية والإدارة.
تستخدم المنظمة قاعة المؤتمرات الرئيسية في الباب العالي كمكتبة لها.

## مؤسسة الجوائز
يقوم إرسيكا بتوزيع الجوائز على أولئك الذين قدموا إسهامات كبيرة في التراث الثقافي والتربية إرسيكا. سلطان بن محمد القاسمي من الحاصلين على جائزة إرسيكا.
كما تقوم بتنظيم حفل توزيع جوائز مسابقة الخط الدولي الذي يمنح للخطاطين الذين يشاركون في الحفل. تضمنت المسابقة التاسعة التي أقيمت في عام 2013 أساليب كتابة مختلفة مثل جالي الثلث والثلث والنسخ وغيرها.
حصل الخطاط التركي سيت أمهيت ديبلر على المركز الأول، بينما حصل الخطاط التركي عبد الله محمد حسن الكمال من مصر على المركز الثاني، وتم ترشيح إيهاب إبراهيم ثابت من فلسطين للفائز الثالث.

## مزيد من القراءة
- "Research Centre for Islamic History, Art and Culture". Union of International Associations. مؤرشف من الأصل في 2025-01-24. اطلع عليه بتاريخ 2022-01-31.